# Värmskog
Värmskog is een plaats in de gemeente Grums in het landschap Värmland en de provincie Värmlands län in Zweden. De plaats heeft 62 inwoners (2005) en een oppervlakte van 14 hectare.